# Amanda Vázquez
Amanda Vázquez (30 marzo 1984) è una pallavolista portoricana.
Gioca nel ruolo di centrale nelle Indias de Mayagüez.

## Carriera
La carriera di Amanda Vázquez inizia a livello scolastico: fa prima parte della squadra del suo liceo, la Moanalua High School; poi gioca per tre anni con la squadra della sua università, la University of California, Irvine. Nella stagione 2006 inizia la carriera professionistica nella Liga Superior portoricana con le Indias de Mayagüez. Nel 2011 debutta in nazionale, prendendo parte alla Coppa panamericana ed al campionato nordamericano. Nella stagione 2013, alla sua ottava stagione con le Indias de Mayagüez, vince per la prima volta lo scudetto; nel 2014 con la nazionale vince la medaglia d'argento ai XXII Giochi centramericani e caraibici.

## Palmarès

### Club
- Campionato portoricano: 1

2013

### Nazionale (competizioni minori)
- Giochi centramericani e caraibici 2014